# Index Fungorum

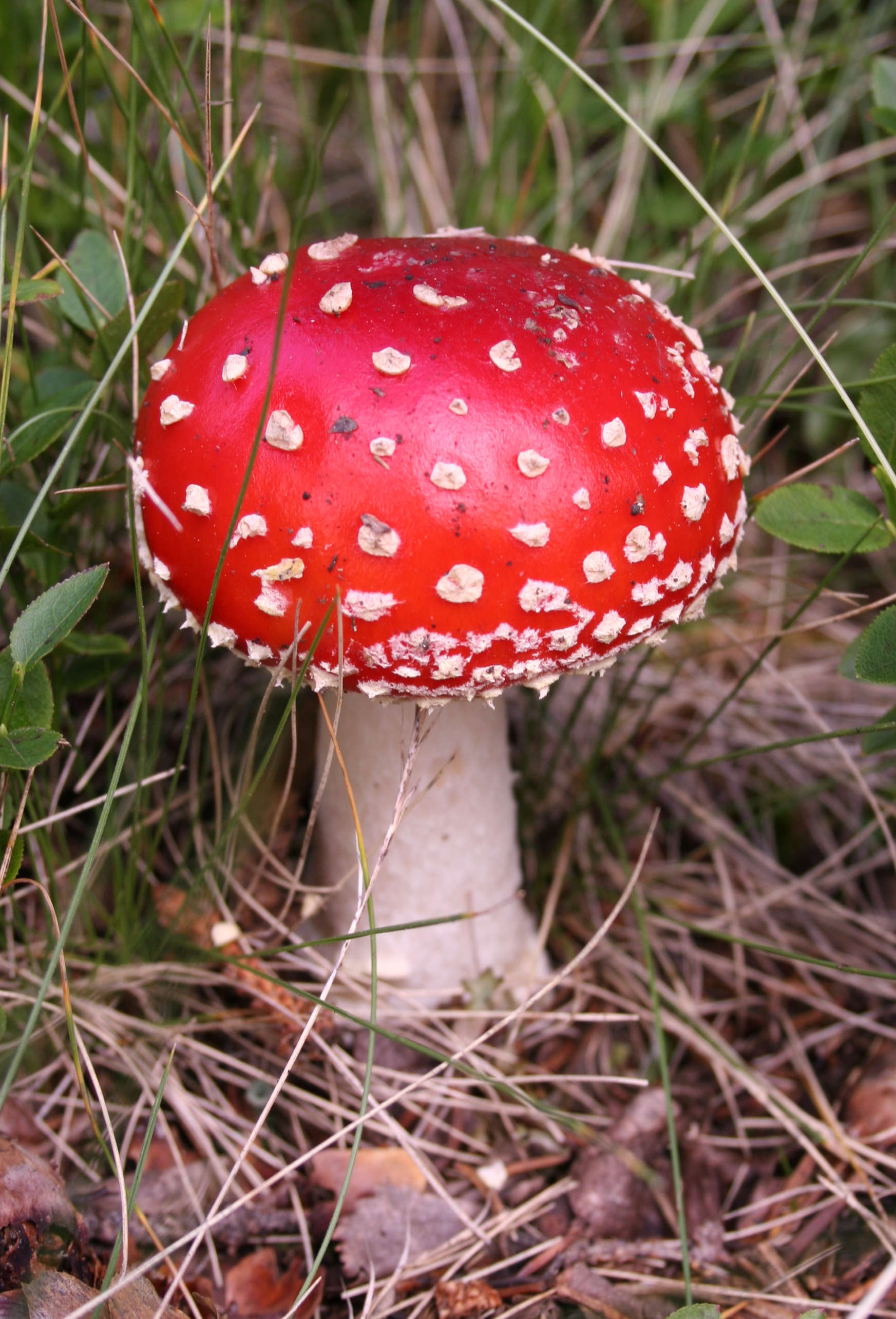

De Index Fungorum is een vooraanstaande databank van wetenschappelijke namen op het wereldwijde web. Zoals de naam aangeeft betreft het een index van namen van Fungi (schimmels). Aangezien de namen van Fungi geregeld worden door de ICBN, betreft het botanische namen. Dit geldt ook voor de (tot de schimmels gerekende) korstmossen. Ook vele protisten, die niet verwant zijn met schimmels, worden in de Index Fungorum ingedeeld.
De Index Fungorum is een samenwerkingsverband van meerdere vooraanstaande wetenschappelijke instanties die zich bezighouden met Fungi. Anders dan IPNI, een database voor vaatplanten, doet ze meer dan het enkel registreren van formeel gepubliceerde namen: ze geeft daarnaast ook aan welke namen courant zijn en hoe de betreffende taxa geclassificeerd worden. De indeling op de Index Fungorum is gebaseerd op de 10e druk (2008) van het Dictionary of the Fungi.
De Royal Botanic Gardens (Kew) hebben sinds 2015 de leiding over het project. Andere partners zijn Landcare Research en het Institute of Microbiology, Chinese Academy of Sciences. De gegevens worden vergeleken met andere taxonomiedatabases, zoals Mycobank. De database is vergelijkbaar met de International Plant Names Index (IPNI), waarbij ook de Royal Botanic Gardens betrokken zijn. De Index Fungorum geeft daarentegen ook de status van een naam aan. In de vermeldingen op de zoekpagina wordt een momenteel correcte naam in het groen weergegeven, terwijl andere in het blauw worden weergegeven. Als namen door verschillende auteurs het anders worden gebruikt, wordt dit gebruik in het rood gemarkeerd. Alle namen linken naar een pagina met hun actuele juiste naam en een lijst met synoniemen.
De Index Fungorum registreert ook meer namen dan IPNI, zoals namen in hogere rangen en ook niet formeel gepubliceerde namen (die dus formeel niet gebruikt mogen worden), als deze in de literatuur voorkomen.
De Index Fungorum is de basis voor naamgeving en indeling van paddenstoelen op de Nederlandstalige Wikipedia.